# Nowomichajłowskoje (osiedle wiejskie w obwodzie smoleńskim)
Nowomichajłowskoje (ros. Новомихайловское сельское поселение) – jednostka administracyjna (osiedle wiejskie) wchodząca w skład rejonu monastyrszczińskiego w оbwodzie smoleńskim w Rosji.
Centrum administracyjnym osiedla wiejskiego jest dieriewnia Nowomichajłowskoje.

## Geografia
Powierzchnia osiedla wiejskiego wynosi 86,74 km², a jego głównymi rzekami są Wichra i Mołochowka.

## Historia
Osiedle powstało na mocy uchwały obwodu smoleńskiego z 2 grudnia 2004 r., z późniejszymi zmianami – uchwała z dnia 28 maja 2015 roku.

## Demografia
W 2020 roku osiedle wiejskie zamieszkiwało 711 osób.

## Miejscowości
W skład jednostki administracyjnej wchodzi 18 miejscowości (wyłącznie dieriewnie): Biernosieczi, Bolszyje Ostrogi, Bosijany, Chodniewo, Cholejewo, Dienisowka, Domanowo, Gorodiec, Karabanowszczina, Kisłoje, Kołodino, Małyje Ostrogi, Michajłowka, Nowomichajłowskoje, Pieriepieczino, Potapowo, Szewierdino, Waczkowo.